# Västervåla distrikt
Västervåla distrikt är ett distrikt i Fagersta kommun och Västmanlands län. 
Distriktet ligger sydost om Fagersta. 

## Tidigare administrativ tillhörighet
Distriktet inrättades 2016 och utgörs av en del av området Fagersta stad omfattade till 1971, delen som före 1967 utgjorde Västervåla socken.
Området motsvarar den omfattning Västervåla församling hade vid årsskiftet 1999/2000.